# Dayton (Washington)
Dayton es una ciudad ubicada en el condado de Columbia en el estado estadounidense de Washington. En el año 2000 tenía una población de 2.676 habitantes y una densidad poblacional de 696,2 personas por km².

## Geografía
Dayton se encuentra ubicada en las coordenadas 46°19′11″N 117°58′40″O / 46.31972, -117.97778.

## Demografía
Según la Oficina del Censo en 2000 los ingresos medios por hogar en la localidad eran de $31.409, y los ingresos medios por familia eran $40.714. Los hombres tenían unos ingresos medios de $31.395 frente a los $21.339 para las mujeres. La renta per cápita para la localidad era de $15.925. Alrededor del 13,3% de la población estaban por debajo del umbral de pobreza.